# Lago Parumer
El lago Parumer (en alemán: Parumersee) es un lago situado en el distrito de Rostock, en el estado de Mecklemburgo-Pomerania Occidental (Alemania), a una altitud de 3.6 metros; tiene un área de 207 hectáreas.